# أندرو جاكسون دونلسون
أندرو جاكسون دونلسون (بالإنجليزية: Andrew Jackson Donelson) (و. 1799 – 1871 م) هو دبلوماسي من الولايات المتحدة الأمريكية ولد في ناشفيل، تينيسي.

## التعليم
تعلم في جامعة ترانسيلفانيا.

## روابط خارجية
- أندرو جاكسون دونلسون على موقع الموسوعة البريطانية (الإنجليزية)